# Poblat de les Caves
Poblat de les Caves és un poble abandonat del qual s'utilitzava per als treballadors de la neu i la muntanya. Està situat a la Serra Mariola, al terme d'Agres, a 1126 metres d'altitud i a 100 metres de la Cava Gran. Ara s'utilitza com a refugi per als senderistes, escaladors i molta altra gent que va a les Caves i al Montcabrer (Mariola).